# Санту-Антониу (Фуншал)
Санту-Антониу (порт. Santo António) — район (фрегезия) в Португалии, входит в округ Мадейра. Расположен на острове Мадейра. Является составной частью муниципалитета Фуншал. Население составляет 21 931 человек на 2001 год. Занимает площадь 22,21 км².